# Spinipocregyes nigrescens
Spinipocregyes nigrescens là một loài bọ cánh cứng trong họ Cerambycidae.